# Odiellus signatus
Odiellus signatus is een hooiwagen uit de familie echte hooiwagens (Phalangiidae).